# 施泰因巴赫-哈伦贝格
施泰因巴赫-哈伦贝格（德語：Steinbach-Hallenberg，發音：[ˈʃtaɪnbax ˈhalənbɛʁk]）是德国图林根州施马尔卡尔登-迈宁根县的城市，面积76.73平方千米，2023年12月31日人口为9,273人。2019年1月1日，哈瑟尔格伦德管理共同体解散，其6个成员市镇阿尔特斯巴赫、贝姆巴赫、上舍瑙、下舍瑙、罗特罗德和菲尔瑙并入施泰因巴赫-哈伦贝格。